# 工場へ行こう

『工場へ行こう』（こうじょうへいこう）は、テレビ愛知で放送されている情報バラエティ番組。
2012年から2016年2月までは『工場へ行こう!〜ヒット商品誕生物語〜』として、2016年4月から2020年9月までは『工場へ行こう PARTII AMAZING FACTORY』放送された。2020年10月3日からは『日経プレミアム 工場へ行こうⅢ AMAZING FACTORY』として放送されている。

## 概要
- 東海地方にある様々な会社の工場を取り上げた番組である。通常のカメラ以外にスーパースローカメラ、特殊カメラを用いて実際の製造工程や職人技を撮影している。俳優の平泉成がナレーター（パート2からは顔出し出演あり）として出演している。パート2では坂口陽香が、パート3では城ヶ崎祐子がナレーションを担当している。
- パート2からは開発者や職人へのインタビュー、開発秘話の再現ドラマが追加されている。再現ドラマはオフィスともだちなどの名古屋の芸能事務所の俳優が出演しているほか、寺坂頼我（祭nine.）、大場美奈（SKE48）、菅沼翔也、伊沢勉などが出演している。
- テレビ愛知以外では後述のネット配信のほか、CSのファミリー劇場でも放送されている。

## 工場へ行こう!〜ヒット商品誕生物語〜
2012年11月25日から毎月最終日曜日13:00 - 13:30に放送されていた。

### 取り上げられた会社・製品
カッコ内は放送日
- 東海漬物　「きゅうりのキューちゃん」　（2012年11月25日）
- メニコン　「コンタクトレンズ」（2013年1月20日）
- マドラス　（2013年4月28日）
- 金印　（2013年5月26日）
- 春日井製菓　（2013年6月30日）
- シヤチハタ　（2013年7月28日）
- キクテック　「道路標識」　（2013年8月25日）
- スガキヤ　（2013年9月29日）
- 坂角総本舗　「ゆかり」　（2013年10月27日）
- 足立工業　「ハサミ」　（2013年11月24日）
- カネハツ食品　「おせち料理」　（2013年12月22日）
- カリモク家具　（2014年1月26日）
- ヤマサちくわ　（2014年2月23日）
- 愛知ドビー「鋳物ホーロー鍋（バーミキュラ）」、エアウィーブ「マットレスパッド」、平和メディク「綿棒」（2014年3月30日）※1時間特別編として放送。
- フジパン　「ネオバターロール」　（2014年4月27日）
- 天狗缶詰　（2014年5月25日）
- 馬印　「黒板・チョーク」（2014年6月29日）
- 小笠原製粉　「キリンラーメン[1]」　（2014年7月27日）
- 錦見鋳造　「フライパン」　（2014年8月31日）
- 富士特殊紙業　（2014年9月28日）
- 浅野撚糸　「タオル」　（2014年10月26日）
- 鶴弥　「瓦」　（2014年11月30日）
- トヨトミ「石油ストーブ」（2014年12月21日）
- 東郷製作所　「ばね」　（2015年1月25日）
- 豊田自動織機　「フォークリフト」　（2015年2月22日）
- 内田工業「公園用遊具」（2015年3月29日）
- 日本耐酸壜工業（2015年4月26日）
- ナカモ（2015年5月31日）
- 中日本氷糖「氷砂糖」（2015年6月28日）
- 名糖産業「チョコレート」（2015年7月26日）
- デンソーウェーブ　「QRコード　（2015年8月30日）
- ノリタケカンパニーリミテド　「砥石」　（2015年9月27日）
- 丸越　「漬物」　（2015年10月25日）
- 東海機器工業　「畳製造機」　（2015年11月29日）
- マルサンアイ　「豆乳」　（2015年12月20日）
- トヨタホーム　（2016年1月30日）
- 田中金属工業　「シャワーヘッド」　（2016年2月28日）

## 工場へ行こう PARTII AMAZING FACTORY
- 2016年4月16日より放送。2016年4月から2018年3月までは毎月第2・4土曜 14:30 - 15:30に放送されていたが、2018年4月から2019年1月第2・4土曜 15:00 - 16:00に変更された。2019年2月からは前作の「工場へ行こう!〜ヒット商品誕生物語〜」と同じく月1回の放送となり、第1土曜 15:05 - 16:00に変更された。2019年10月からは第1土曜 14:50 - 16:00に変更されている（まれに15：10 - 16:20、14：20 - 15:30などの変更の場合もある）。
- テーマに基づいたSPが放送されることがある。SPの場合、複数の企業、工場が取り上げられる。（2017年8月26日「世界で噂のファクトリーSP」、2017年12月23日「緊急出動！命を救う“スーパー乗り物”SP」、2018年8月25日「真夏の特別企画　完全密着!巨大な“海の運び屋”SP」）。尚、2020年6月6日の「人気の“お菓子工場”おいしさの秘密SP」、2020年7月4日の「衝撃の“工場映像”SP」は新型コロナウイルス感染症の流行による緊急事態宣言のため新規の制作が出来なくなったため、過去の映像と新録を編集した放送回である。
- 2020年7月4日の「衝撃の“工場映像”SP」では、千原ジュニアが番組初のゲストとして出演している。

### 取り上げられた会社・製品
カッコ内は放送日。企業、工場名、製品名は放送当時のもの。
- 豊田合成　（2016年4月16日）
- 三菱電機稲沢製作所 「エレベーター」（2016年4月30日）
- 日本特殊陶業「スパークプラグ」（2016年5月14日）
- アイカ工業（2016年5月28日）
- 愛知時計電機 （2016年6月11日）
- ヤマハ 「グランドピアノ」（2016年6月25日）
- フタムラ化学 （2016年7月9日）
- オーエスジー （2016年7月23日）
- ミズノ養老工場 （2016年8月13日）
- UACJ名古屋製造所（2016年8月27日）
- 東海光学 （2016年9月10日）
- ジェイテクト （2016年9月24日）
- 日本ガイシ （2016年10月8日）
- 東海理化 「自動車の鍵」（2016年10月22日）
- リクシル （2016年11月12日）
- 豊和工業 （2016年11月26日）
- 日立オムロンターミナルソリューションズ「ATM」（2016年12月10日）
- 三菱重工業 （2016年12月24日）
- 貝印 （2017年1月14日）
- フタバ産業 （2017年1月28日）
- ソトー （2017年2月11日）
- ダイナパック （2017年2月25日）
- 森松工業　「ステンレスタンク」　（2017年3月11日）
- トヨタ紡織 （2017年3月25日）
- 新日鐵住金名古屋製鐵所 （2017年4月8日）
- 富士電機 （2017年4月22日）
- 三菱電機静岡製作所 （2017年5月13日）
- 三州食品　「卵」　（2017年5月27日）
- 鳴海製陶 （2017年6月10日）
- 太平洋工業 （2017年6月24日）
- コクヨ 「キャンパスノート」（2017年7月8日）
- ヤマハ発動機新居事業所 「FRP製プール」（2017年8月12日）
- TOTOベトナム工場　ノリタケカンパニーリミテドスリランカ工場（2017年8月26日）『世界で噂のファクトリーSP』
- 日本車輌製造（2017年9月9日）
- 出光興産愛知製油所（2017年9月23日）
- ニチバン安城工場「セロテープ」（2017年10月14日）
- 金トビ志賀　「うどん粉」　（2017年10月28日）
- アイシングループ「オートマチックトランスミッション」（2017年11月11日）
- シチズン時計マニュファクチャリング飯田殿岡工場（2017年11月25日）
- 川崎重工業岐阜工場「ドクターヘリ」、岐阜車体工業・トヨタテクノクラフト名古屋工場「救急車」（2017年12月23日）『緊急出動！命を救う“スーパー乗り物”SP』
- 三菱電機中津川製作所「ジェットタオル」（2018年1月13日）
- 井村屋グループ「あずきバー・中華まん」（2018年1月27日）
- モンテール美濃加茂工場（2018年2月10日）
- フランスベッド（2018年2月24日）
- 栄四郎瓦（2018年3月10日）
- 大和屋守口漬総本家「守口漬」（2018年3月24日）
- 積水ハウス（2018年4月14日）
- さんわグループ（2018年4月28日）
- 石塚硝子（2018年5月12日）
- 星野楽器（2018年5月26日）
- ポッカサッポロフード&ビバレッジ名古屋工場（2018年6月9日）
- 敷島製パン（2018年6月23日）
- 東洋ゴム工業桑名工場（2018年7月14日）
- 浜乙女（2018年7月28日）
- シンポ（2018年8月11日）
- 日本郵船・JFEエンジニアリング（2018年8月25日）『真夏の特別企画　完全密着!巨大な“海の運び屋”SP』
- 豊田自動織機（2018年9月8日）
- ヤマザキマザック（2018年9月22日）
- エフピコ中部工場（2018年10月20日）
- カルビー各務原工場（2018年10月27日）
- 三協高分子「LED信号機」・名古屋電機工業（2018年11月10日）
- 紀文食品・銀峯陶器（2018年12月8日）
- 日本アイボリー「貴金属加工」（2018年12月15日）
- いわさきグループ「食品サンプル」（2018年12月22日）
- ホンダ鈴鹿製作所 （2019年1月12日）
- 大同特殊鋼知多工場 （2019年2月2日）
- 三菱自動車・パジェロ製造（2019年3月2日）
- おとうふ工房いしかわ　「豆腐」　 （2019年4月6日）
- おやつカンパニー・有楽製菓（2019年5月4日）
- キリンビール・亀田製菓（2019年6月1日）
- 兼光グループ「三河一色産うなぎの養殖」・中勢製氷冷蔵「製氷」　（2019年7月6日）
- 寿がきや食品（2019年8月3日）
- 三井農林「日東紅茶」・伊藤忠製糖（2019年9月7日）
- 磯谷煙火店「花火」（2019年10月5日）
- エアウィーヴ幸田工場（2019年11月2日）
- 中日新聞社（2019年12月7日）
- 河村電器産業（2020年1月11日）
- 壱番屋（2020年2月1日）
- 伊藤ハム豊橋工場（2020年3月7日）
- UACJ金属加工恵那工場「金属バット」・西野製作所「ピッチングマシン」　（2020年4月4日）
- 東洋繊維「美濃和紙ソックス」　（2020年5月2日）
- モンテール、おやつカンパニー、井村屋、有楽製菓、亀田製菓（2020年6月6日）『人気の“お菓子工場”おいしさの秘密SP』
- 日本製鉄、紀文食品、ホンダ鈴鹿製作所、三州食品、石塚硝子（2020年7月4日）『衝撃の“工場映像”SP』
- 岐阜県山県市の水栓バルブ関連工場（花村製作所・恩田工業・山本製作所・アラフカゴム工業・ヤマウチ工業所・水生活製作所・杉山バルブ製作所）[注釈 1][2]、アドバンス電気工業「高精密バルブ」（2020年8月1日）
- 東一文具工業所「クレヨン」・横山興業「シェイカー 」（2020年9月5日）

## 日経プレミアム 工場へ行こうⅢ AMAZING FACTORY
- 2020年10月3日から放送開始。原則として毎月第1土曜日に放送されているが、放送時間は不定期（基本14時台）であり、公式HPでは「毎月土曜日午後放送」となっている。

### 取り上げられた会社・製品
カッコ内は放送日
- 竹本油脂 　「マルホンごま油」　（2020年10月3日）
- 飛騨産業　「飛騨の家具職人SP」　（2020年11月7日）
- 永楽堂「業務用製パン工場」、石川鋳造「おもいのフライパン」（2020年12月5日）
- JR東海浜松工場『“新幹線"SP～巨大工場&ドクターイエローの秘密を解剖～』（2021年1月9日）
- 日本車輌製造豊川製作所、JR東海浜松工場『“新幹線”SP第2弾～道路を走る”輸送大作戦”に密着～』（2021年2月6日）
- 芋銀 フルーツファクトリー江南工場 共親製菓『食後の楽しみアップ！“フルーツ”盛りだくさん工場SP』（2021年3月6日）
- エースベーカリー ロピア『袋がはち切れる！？バウムクーヘン＆ティラミス”お値打ちスイーツ”工場』（2021年4月3日）
- ニデック　金子眼鏡『世界が認めるメガネ工場SP！』（2021年5月1日）
- 稲葉製作所犬山工場　コーワ　『片づけや掃除に役立つ！”物置＆ブラシ”工場ＳＰ』（2021年6月5日）
- JR東海浜松工場　トヨタカスタマイジング&ディベロップメント　三菱重工名古屋航空宇宙システム製作所飛島工場『働く乗りもの工場SP！』（2021年7月3日）
- 兼光グループ　中勢製氷　磯谷煙火店　三州食品　『ウナギ＆氷＆花火！スカッと”納涼工場”SP！』（2021年8月7日）
- 名古屋市交通局日進工場『特別公開！名古屋”地下鉄”工場～ウラ側全て見せますSP！』（2021年9月5日）
- リンガーハット『長崎ちゃんぽん工場～リンガーハットブレない味の秘密』（2021年10月2日）
- ナカキ食品　太陽食品工業『食卓の新たな味方！”こんにゃく麺”＆”幻のソース”』（2021年11月6日）
- ＪＲ東海名古屋工場、名古屋車両区『ＪＲ東海”在来線”ＳＰ～都心に潜むナゾの鉄道工場～』（2021年12月4日）
- JFEスチール西日本製鉄所（福山地区）形鋼工場、ＪＲ東海名古屋工場、名古屋車両区『世界最大級”鉄道レール”工場＆貴重車両が大集合』（2022年1月8日）
- サガミホールディングス守山工場『味噌煮込みうどん&そば～和食処サガミ㊙工場～TV初公開!サガミ工場　味噌煮込みうどん美味しさのヒミツ!』（2022年2月5日）
- トピー工業『クルマも建物も！”鉄くず再生”工場!』（2022年3月12日）
- ブロンコビリー『ブロンコビリー㊙ハンバーグ工場～進化するおいしさ～』（2022年4月2日）
- 日清製粉名古屋工場、本間製パン『モチモチ食パンに大変身愛知の”小麦”SP』（2022年5月7日）
- 味の素冷凍食品中部工場『日本一!?”冷凍食品”工場～人気ギョーザ＆シューマイの秘密～』（2022年6月4日）
- 名古屋鉄道舞木検査場　日本車輌製造豊川製作所　『赤い列車を大改造！”名古屋鉄道”ぜ～んぶ見せますSP！』（2022年7月2日）
- 県営名古屋空港格納庫、フジドリームエアラインズ　大阪空港　『飛行機を解体！大迫力”空の乗りモノ”ＳＰ（2022年8月6日）
- ホテイフーズコーポレーション、側島製罐　『今や生活必需品！”おいしい缶詰”工場SP（2022年9月3日）
- 寿がきや食品本社工場、壱番屋栃木工場、リンガーハット富士小山工場、ロピア本社工場、（プリン）、有楽製菓豊橋夢工場（ブラックサンダー）、春日井製菓（黒あめ）、井村屋（あずきバー）、いわさき名古屋工場（食品サンプル）『取材10年の蔵出し！　食欲の秋　厳選“グルメ工場”SP』（2022年10月1日）
- タカラスタンダード『ホーローってスゴかった！世界に誇る”日本のキッチン”SP』（2022年11月5日）
- レンゴー尼崎工場『野菜も家電も何でも運ぶ "段ボール”巨大工場へ潜入』（2023年1月7日）
- 義春刃物、貝印大和剣工場『激撮！”日本一の刃物”彫刻刀＆包丁の知られざる』（2023年2月4日）
- JFEスチール西日本製鉄所（福山地区）形鋼工場、NTN桑名製作所,石塚硝子岩倉工場、ヤマハ発動機新居事業所、本間製パン、大同特殊鋼、サガミホールディングス尾西工場、出光興産愛知事業所（伊勢湾シーバース）『超レア映像連発！“衝撃工場”90分拡大SP』（2023年3月4日）
- 名古屋鉄道『名鉄の裏側 “輸送作戦”独占密着&スゴ腕職人SP』（2023年4月1日）
- 名古屋鉄道知立駅、大江駅、 犬山駅,伊奈駅 矢作建設工業鉄道技術研修センター     『名古屋鉄道 密着100日！“巨大駅”誕生の瞬間SP』（2023年5月6日）
- ジャパン マリンユナイテッド津事業所、 『何もかもが”ケタ外れ”！巨大造船所潜入SP』（2023年6月3日）
- ノイエス、愛知株式会社『こだわりの工夫が満載！愛知が世界に誇る家具工場SP』（2023年7月1日）
- 磯谷煙火店 太田煙火製造所 服部工業 『世界に誇る！岡崎のヒット商品SP』（2023年8月5日）
- アサヒビール名古屋工場『キンキンで猛暑を乗り切れ！ビール工場潜入SP』（2023年9月2日）
- パナソニックエレクトリックワークス社津工場『電気よ届け！“配線器具”日本一の工場にテレビ初潜入SP』（2023年10月7日）
- 青柳総本家、坂角総本舗『老舗のチャレンジ！進化する“名古屋土産”SP』（2023年11月4日）
- 愛知製鋼『ダイナミック映像祭　激アツ！巨大ハガネ工場に潜入』（2023年12月2日）

共進発条 、 東一文具 『激撮！下町工場　ばね＆クレヨンの奥深き世界SP』（2024年1月6日）
- SUBARU 半田工場、中部国際空港 県営名古屋空港『激撮！巨大飛行機　翼づくり＆輸送大作戦に密着 』（2024年2月3日）
- ジェイアール東海フードサービス 【ぴよりん】 、松永製菓【しるこサンド】  『名古屋が誇る“極上土産”　ぴよりん＆しるこサンドの裏側SP』（2024年3月2日）
- 中日本高速道路東海環状自動車道養老トンネル  『山を貫け！巨大トンネル掘削現場に潜入SP』（2024年4月6日）
- サラダコスモ  『食卓のつよ～い味方！カット野菜“日本一”の工場に潜入SP』（2024年5月11日）
- カクダイ  『ここまでやるか！？常識破りの“蛇口”大特集SP』（2024年6月1日）
- 日本製麻  『濃くて太くてクセになる！「あんかけスパ」秘密の工場に潜入SP』（2024年7月6日）
- 中村製作所  (@nakamuraseisakusyo) - Instagram『空気以外は何でもOK！“削る”を極めたスゴイ町工場SP』（2024年8月3日）
- トイファクトリー  『”走るお家”に大改造!キャンピングカー ㊙工場に潜入SP 』（2024年9月7日）
- ミヤオカンパニーリミテド 『“ごはん戦争”を勝ち抜け！土鍋炊飯器 ㊙工場に潜入SP』（2024年10月5日）
- 新居浜鉄工所 シモヤ 『進撃の大府工場SP　ライオン破砕機＆超有名店の看板づくり』（2024年11月2日）
- 共進発条 、サラダコスモ、ジェイアール東海フードサービス、中村製作所  (@nakamuraseisakusyo) - Instagram、日本製麻 、
- 新居浜鉄工所 シモヤ 『その一瞬を見逃すな！2024年総決算！工場“これスゴ”映像SP』（2024年12月7日）
- 東海旅客鉄道浜松工場・大井車両基地 日本車輌製造豊川製作所 ジャパン マリンユナイテッド津製作所 フジドリームエアラインズ 大阪国際空港 中部国際空港      『新春スペシャル　陸・海・空　巨大“乗りモノ”大集合！』（2025年1月4日）
- いわさき   『リアルの向こう側へ！“食品サンプル“超絶！職人ワザSP』（2025年2月1日）
- 光洋陶器   『 世界が絶賛！食卓彩る㊙陶磁器工場に潜入』（2025年3月1日）
- シーエンジ * 石川メリヤス 『寝具＆手袋　プロ御用達！下町工場の快進撃SP 』（2025年4月5日）
- アビヅ 『巨大リサイクル工場　剛腕モンスターがクルマ解体！』（2025年5月3日）
- 丸東製茶 　お亀堂『極上新茶＆大ヒット和菓子　日本の癒しを生む㊙工場SP』（2025年6月7日）
- 半田市学校給食センター『腹ペコたちの胃袋を満たせ！激撮！学校給食センターSP』（2025年7月5日）
- 艶金『カラーは無限大！染めのプロフェッショナル工場潜入SP』（2025年8月2日）

### ネット配信
本作品では、動画でのネット配信を行っている。
- YouTube（無料） - 作品の一部
- Locipo（無料） - 見逃し配信、放送後1か月程度
- U-NEXT（有料） - 作品の一部（2024年7月から）
- TVer（無料） - 見逃し配信
- Amazon Prime Video（有料） - 作品の一部
- GYAO!（無料） - 見逃し配信、放送後2か月程度（2023年3月31日終了）
- Paravi（有料） - 作品の一部(2025年3月終了）